# Stone Mountain
Stone Mountain es una ciudad ubicada en el condado de DeKalb en el estado estadounidense de Georgia. En el año 2020 tenía una población de 6,703 habitantes.

## Geografía
Stone Mountain se encuentra ubicada en las coordenadas 33°48′19″N 84°10′17″O / 33.80528, -84.17139 (33.805255, -84.171413).
Según la Oficina del Censo, la localidad tiene un área total de 4,2 km² (1,6 mi²), cuya totalidad es tierra firme.

## Demografía
Según la Oficina del Censo en 2000 los ingresos medios por hogar en la localidad eran de 38.603 $, y los ingresos medios por familia eran 40.888 $. Los hombres tenían unos ingresos medios de 28.302 $ frente a los 28.854 $ para las mujeres. La renta per cápita para la localidad era de 16.130 $.

## Educación
El Sistema Escolar del Condado de DeKalb gestiona escuelas públicas. El distrito tiene su sede en un área no incorporada cerca de Stone Mountain.

## Hijos ilustres
- Richard T. Scott (1980), pintor.
- Malcom Abdul Harvey (1972-2016), Sherif y asesino.